# Heksen & Bezemstelen
Heksen & Bezemstelen (originele titel Bedknobs and Broomsticks) is een Amerikaanse musicalfilm van Robert Stevenson uit 1971, geproduceerd door Walt Disney Productions. De film combineert live-action en animatie. Het verhaal is gebaseerd op de boeken The Magic Bed Knob; or, How to Become a Witch in Ten Easy Lessons en Bonfires and Broomsticks, van Mary Norton. De hoofdrolspelers zijn Angela Lansbury en David Tomlinson.

## Verhaal
Aan het begin van de Tweede Wereldoorlog worden drie Londense kinderen − Carrie, Charles en Paul Rawlins − geëvacueerd uit de stad, waar het vanwege de aanhoudende Duitse bombardementen te gevaarlijk is. De drie worden ondergebracht in een klein dorpje bij een humeurige dame, genaamd Eglantine Price. Price is totaal niet gesteld op de drie, maar ze heeft geen keus, daar de overheid heeft besloten alle kinderen te evacueren uit de hoofdstad.
Price is in het geheim bezig een schriftelijke cursus tot heks te volgen, in de hoop dat haar magie de Britse soldaten kan helpen de oorlog te winnen. De drie kinderen ontdekken al snel het geheim van Price. Om ze stil te houden betovert ze een bed, dat daardoor gaat vliegen. Zodoende kunnen de kinderen hiermee naar elke plaats ter wereld reizen.
Price is bijna klaar met haar opleiding, maar mist nog een belangrijke spreuk: substitutiary locomotion, waarmee ze levenloze voorwerpen uit zichzelf kan laten bewegen. Omdat de aanbieder van de cursus, professor Emelius Browne, plotseling is opgehouden haar nieuwe lessen toe te sturen, zoeken Price en de kinderen hem op in Londen. Al snel blijkt Browne een oplichter te zijn, die spreuken uit een oud toverboek kopieert en dan verkoopt als cursus. Hij is dan ook stomverbaasd dat de spreuken bij Price echt blijken te werken. Hij heeft echter niet de spreuk waar Price naar zoekt, die van Astaroth.
In een poging deze spreuk te vinden reizen Price, Browne en de kinderen de wereld over. De spreuk blijkt uiteindelijk op een medaillon te staan, dat verstopt is op het eiland Naboombu dat wordt bewoond door getekende antropomorfe dieren. Met veel moeite slagen ze erin de spreuk, "treguna mekoides trecorum satis dee", te bemachtigen.
Eenmaal thuis is de groep getuige van hoe een aantal Duitse soldaten aan land komen, als voorhoede voor een invasie. Price gebruikt de nieuwe spreuk om een groot aantal harnassen en oude wapens in een museum tot leven te brengen. De Duitsers slaan hierdoor op de vlucht. Ze blazen echter nog wel Prices huis op, waar al haar spreuken opgeslagen lagen. Price besluit hierop om haar cursus tot heks te laten voor wat die is.

## Hoofdrolspelers
| Acteur            | Personage                |
| ----------------- | ------------------------ |
| Angela Lansbury   | Miss Eglantine Price     |
| David Tomlinson   | Professor Emelius Browne |
| Roddy McDowall    | Mr. Jelk                 |
| Sam Jaffe         | Boekhandelaar            |
| John Ericson      | Kolonel Heller           |
| Cindy O'Callaghan | Carrie Rawlins           |
| Roy Snart         | Paul Rawlins             |
| Ian Weighill      | Charles Rawlins          |

## Achtergrond

### Verschillen met het boek
- In de film is Carrie de oudste van de drie kinderen.
- In het boek verblijven de kinderen eerst bij een tante, die het bed aan hen geeft. Pas later gaan ze naar mevrouw Price.
- In het boek is het eiland waar de spreuk ligt bewoond door kannibalen in plaats van antropomorfe dieren.
- In het boek reizen de kinderen ook terug in de tijd.
- In de boeken speelt de Tweede Wereldoorlog geen enkele rol.

### Uitgave
De film was oorspronkelijk gepland als een groots opgezette film voor de feestdagen, vergelijkbaar met Mary Poppins, maar kort na uitgave werd de film ingekort naar een speelduur van twee uur. Hiervoor moesten een subplot omtrent Roddy McDowalls personage en drie liedjes uit de film worden geknipt. Deze verkorte versie werd in 1979 opnieuw in de bioscoop uitgebracht. In 1996 werd de film grotendeels in de oude vorm hersteld.

### Filmmuziek
- "The Old Home Guard"
- "The Age of Not Believing"
- "With a Flair"
- "Eglantine"
- "Don't Let Me Down"
- "Portobello Road"
- "The Beautiful Briny"
- "Substitutiary Locomotion"
- "A Step in the Right Direction"
- "Nobody's Problems"
- "Solid Citizen"
- "Fundamental Element"

## Prijzen en nominaties
De film kreeg 5 Academy Awardnominaties en won er een.
- Special Visual Effects (gewonnen) (Alan Maley, Eustace Lycett, and Danny Lee)

Nominaties:
- Best Art Direction (ging naar: John B. Mansbridge, Peter Ellenshaw, Emile Kuri en Hal Gausman, Nicholas and Alexandra)
- Best Costume Design (ging naar: Nicholas and Alexandra)
- Original Music Score (ging naar: Fiddler on the Roof)
- Best Song voor The Age of Not Believing (ging naar: Theme from Shaft van Shaft)